# Celeste, Texas
Celeste là một thành phố thuộc quận Hunt, tiểu bang Texas, Hoa Kỳ. Năm 2010, dân số của xã này là 814 người.

## Dân số
- Dân số năm 2000: 817 người.
- Dân số năm 2010: 814 người.